# Jobst Kettwig
Jobst Kettwig (auch Kethwig, Fridrich Kötwigk; † 30. September 1558 in Dresden) war im 16. Jahrhundert Dresdner Stadtschreiber, Ratsherr und Bürgermeister.

## Leben
Kettwig stammte aus Freiberg, wie eine Kämmereirechnung aus dem Dresdner Ratsarchiv belegt. In dieser werden dem Fuhrmann 1 ß, 5 gr. bewilligt, so dem statschreiber sein gerethe von Freibergk hieher gefurt. 1543 kam er nach Dresden und übernahm das Amt des Oberstadtschreibers. In dieser Funktion war Kettwig für das Verfassen wichtiger Schriftstücke und Urkunden zuständig und beriet den Rat in rechtlichen Fragen. 
Neben dieser Tätigkeit wurde er auch bei wichtigen politischen Entscheidungen des Landesherren herangezogen. 1545 ist er gemeinsam mit den Bürgermeistern Theodoricus Lyndemann und Peter Byner als Vertreter der Stadt Dresden Mitglied des großen Ausschusses zur Erhebung der Bausteuer. Diese war von Herzog Georg als Abgabe der fünf größten sächsischen Städte eingeführt worden, um die Befestigungsanlagen gegen die drohende Türkengefahr auszubauen. Eine Ausdehnung dieser auf acht Jahre befristeten Sondersteuer auf alle Einwohner einschließlich der Geistlichen wurde von diesem Ausschuss unter Mitwirkung Kettwigs bestätigt und am 17. Juni 1545 verkündet.
Ab 1556 gehörte er dem Dresdner Rat an und wurde 1558 zum regierenden Bürgermeister gewählt. Außerdem war Kettwig von 1556 bis 1558 Spitalmeister des Maternihospitals. Während seiner Regierungszeit verschärften sich die Konflikte zwischen Bürgermeister und Rat auf der einen Seite und dem Dresdner Festungshauptmann Melchior Hauffe auf der anderen. Eine Aktennotiz von 1558 belegt eine Begebenheit am Rande eines Schützenfestes, bei dem der als aufbrausend bekannte Hauffe in ein Gespräch des Bürgermeisters platzte, was zu einer handgreiflichen Auseinandersetzung führte. Im gleichen Jahr verstarb Kettwig in Dresden.